# Falcão-sacre

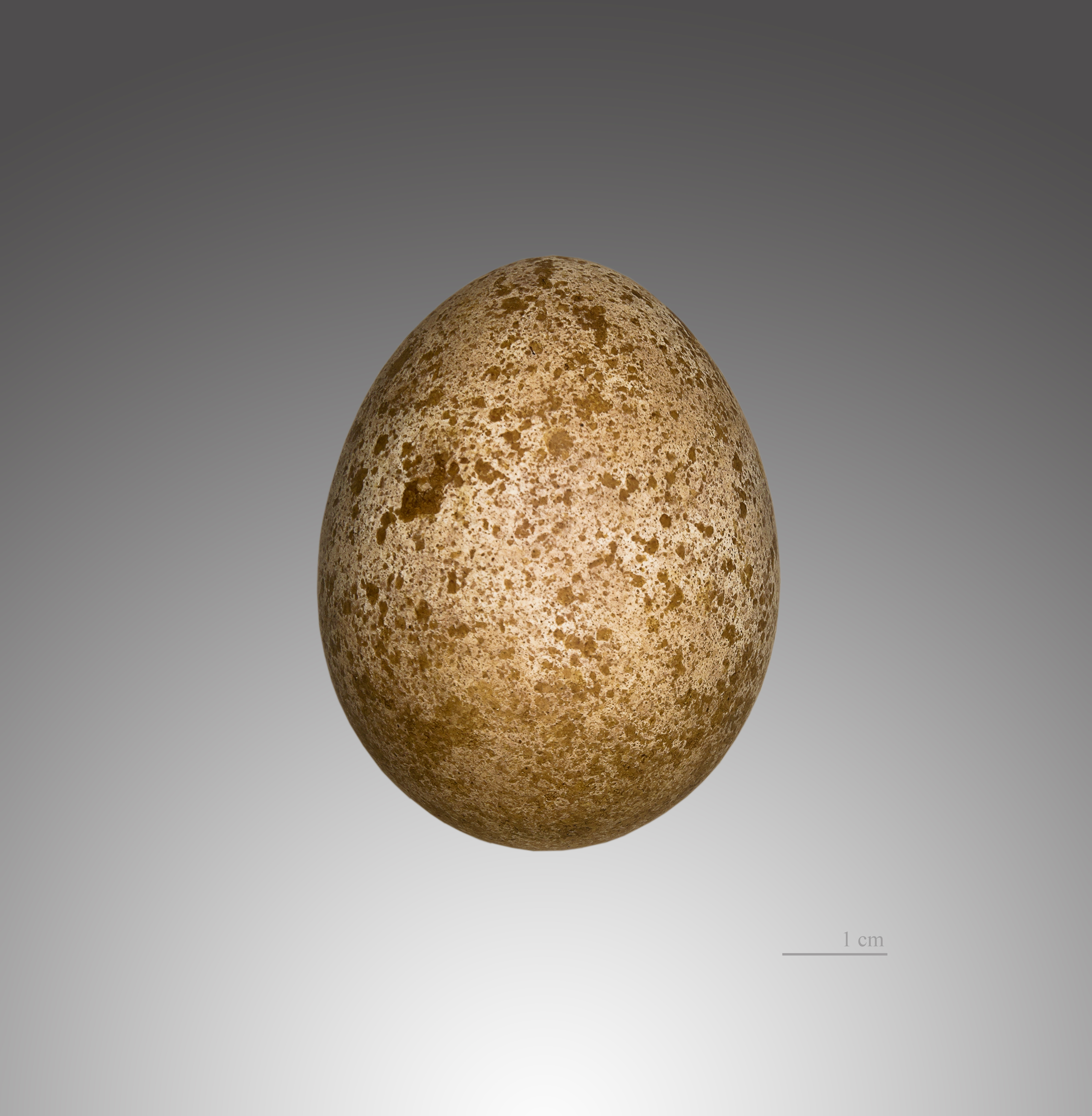
Falco cherrug

Falcão-sacre ou sacre (Falco cherrug) é uma espécie de falcão muito utilizada na falcoaria, especialmente na Europa. É uma ave de estepes e pradarias pouco arborizada, com uma área de distribuição estendendo-se da Europa oriental até a Manchúria, com populações de inverno ou passagem podendo ser encontradas no Mediterrâneo, África Subsaariana, Oriente Médio e sul da Ásia.
Preda principalmente columbídeos e roedores, focando mais em capturar os roedores a partir de mergulhos e rasantes que dão no chão.
A espécie sofreu um declínio acentuado na sua área de distribuição por capturas ilegais para uso em falcoaria, o que levou a ONG Birdlife International a classificar a espécie em 2004 como ameaçada, estimando-se que mais de mil espécimes param no mercado negro todos os anos.
Essa espécie é utilizada há muito tempo na falcoaria, como o seu parente mais próximo, o falcão-gerifalte (Falco rusticolus). É um poderoso falcão, muito bom em atacar aves de pequeno e médio porte.